# الذنبة (السبرة)

تعديل مصدري - تعديل

الذنبة محلة تابعة لقرية الاكيمة، التابعة لعزلة بلادالجماعي بمديرية السبرة إحدى مديريات محافظة إب في الجمهورية اليمنية.، بلغ تعداد سكانها 42 حسب تعداد اليمن لعام 2004.